# Kościół św. Józefa w Kozienicach
Kościół świętego Józefa w Kozienicach – kościół należący do Zgromadzenia Sióstr Franciszkanek od Cierpiących w Kozienicach.

## Historia
Matka Kazimiera Gruszczyńska, założycielka zgromadzenia uzyskała pozwolenie na budowę kościoła w kurii sandomierskiej, a w 1921 roku Od papieża błogosławieństwo Benedykta XV. Plan świątyni został wykonany przez inżyniera architekta Konstantego Jakimowicza – dyrektora Departamentu Robót Publicznych, który później czuwał nad całością budowy. Prace rozpoczęto w dniu 22 lipca 1922 roku, a 2 października tego samego roku Jego Ekscelencja ksiądz biskup Marian Józef Ryx ordynariusz sandomierski uroczyście poświęcił kamień węgielny.

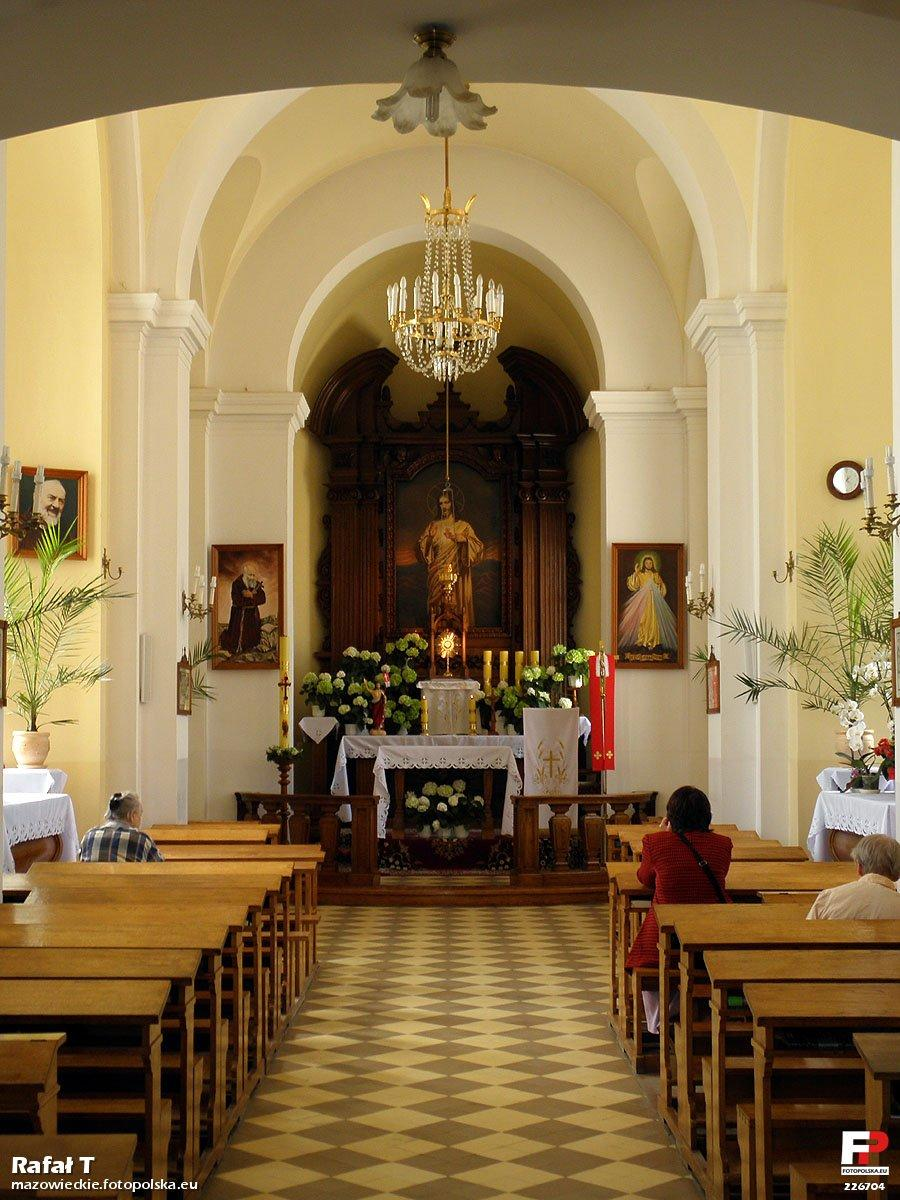
Wnętrze świątyni

Świątynia została wzniesiona z czerwonej cegły sprowadzonej z Dęblina. Wyposażenie kościoła, ołtarze, balustrady, ambona, konfesjonał, kwietniki zaprojektował Konstanty Jakimowicz razem z Kazimierą Gruszczyńską, a wykonał w drzewie dębowym rzeźbiarz Ludwik Wójcik z Kozienic.
W dniu 28 września 1924 roku ksiądz biskup Marian Józef Ryx konsekrował nowo wybudowaną świątynię, która otrzymała za patrona św. Józefa Oblubieńca Najświętszej Maryi Panny.
W dniu 9 września 1926 roku w głównym ołtarzu został umieszczony na stałe obraz Matki Bożej Nieustającej Pomocy – kopia obrazu znajdującego się w Sanktuarium w Rzymie, którą matka Kazimiera Gruszczyńska otrzymała od ojców redemptorystów – kustoszy rzymskiego sanktuarium.
3 października 2003 roku Jego Ekscelencja ksiądz biskup Zygmunt Zimowski, ordynariusz diecezji radomskiej, uroczyście zainaugurował w kościele Wieczystą Adorację Najświętszego Sakramentu.